# Louis-Antoine Saintomer l'aîné
Louis-Antoine Saintomer l'aîné (pour le distinguer de « Saintomer jeune », lui aussi maître écrivain et calligraphe), dit aussi Saintomer père, est un maître écrivain français, né en 1752 et mort en 1810.

## Biographie
Il est né à Damery (Marne) en 1752 et commença sa carrière de maître d'écriture à Épernay, avec une dominante pour les matières commerciales. Reçu maître en 1779 à Paris, il retourne enseigner à Soissons jusqu'en 1782 au moins. Son cours d'écriture était bondé et lui procurait des revenus confortables. Il est également expert vérificateur et dès 1780 environ, est un membre associé du Bureau académique d'écriture. 
Arrivé à Paris vers 1788, habitant en 1789 rue des prêtres Saint-Germain l'Auxerrois, il travaille quelque temps dans le cadre du Bureau académique d'écriture, puis dans celui de la Société académique d'écriture, puis de la Société d'institution. Il collabora au journal L'Éducation autour de 1793 et soutint pendant la Révolution un engagement politique affirmé. Il est mort en 1810 et avait sauvé sa tête de justesse en 1794.
Il est cité dès 1802 dans le Dictionnaire de bibliologie de G. Peignot (tome 2, p. 371) comme un des rénovateurs de la calligraphie, pratique quelque peu négligée en France. Il possédait une belle collection d'exemples manuscrits des anciens maîtres écrivains et fut le professeur de Jean-François Mamel dit Bernard de Melun.
Son portrait a été publié au début de sa méthode L’Écriture démontrée, dessiné par Jean-Joseph Bernard et gravé par Jean dit Montainville : voir ici. Il existe aussi les portraits en miniature de lui et de sa femme la Citoyenne Blot, exécutés par Pierre Charles Cior et exposés dans un même cadre au Salon du Musée central des Arts, le Ier Fructidor an VII (cf. Collection des livrets des anciennes expositions depuis 1673 jusqu'en 1800, Voir).

## Œuvres gravées

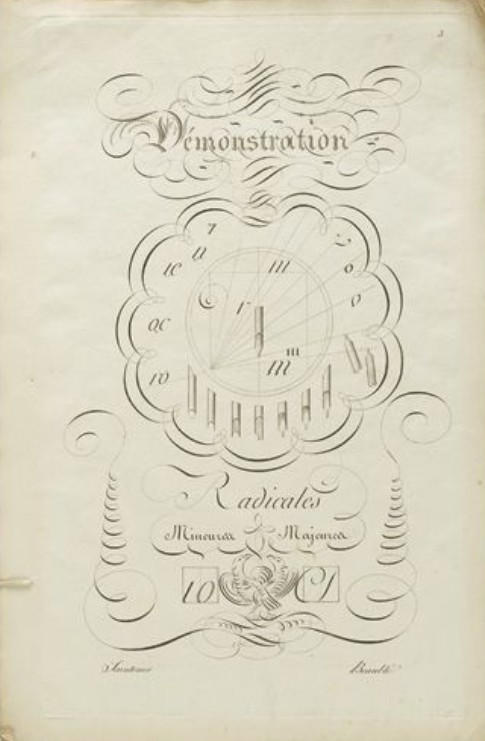
Une page de L'Écriture démontrée de Saintomer l'aîné (ca 1790).

- L’Écriture du commerce européen dédié aux négocians... Paris : l’auteur et Martinet. 4° obl., 13 f. gravés par Lale. (Paris BNF). «  Cet ouvrage est le plus beau qui ait encore été vu en France, peut être considéré comme le chef-d'œuvre de la gravure en lettres. » (Journal typographique et bibliographique, 10 vendémiaire an 10).
- Abrégé des principes de l'écriture. Paris : Mondharre et Jean, 1789. 2°, 14 pl. gravées par James (Paris INRP).
- Traité des vrais principes de l’écriture avec un petit traité d’orthographe et d’arithmétique, la manière de dresser les mémoires de fournitures et de dépenses, modèles de lettres à l’usage de la vie civile, une analyse du commerce, lettres de changes, billets à ordre, factures de marchandises, lettres de voitures, quittances... par Mr. Saintomer expert vérificateur... Paris : Mondhare et Jean, [1787 d'après la date sur la pl. 53], (grav. Petit). 8°, 57 f. (Paris BNF)
- L'Écriture démontrée par Saintomer l'aîné,... Paris : Mondhare et Jean, ca. 1789-1790. 2°, IV-20 f., portrait et planches gr. (Paris BHVP, La Rochelle BM).
- Graphométrie, ou l’art de démontrer l’écriture par le moyen du cercle et de l’ellipse, méthode absolument neuve et infaillible, pour arriver promptement à la perfection de tous les caractères... Paris : l’auteur, An VII (1798-1799). 2°, 23 p.-22 pl. gravées par Lefrançois, Lale, Beaublé et Malbeste. Le second chapitre de l'introduction rappelle les noms de maîtres écrivains parisiens ou provinciaux, plus ou moins connus. (La Rochelle BM, Cambridge (MA) HUL, Paris BNF). Cat. Jammes n° 84 et 85, Becker 1997 n° 156.
- Abrégé de la Graphométrie, par Saintomer l'aîné, Paris, chez Jean, sd (vers 1800).
- Essai sur la vérification des écritures arguées de faux... - Paris : Bachelier, 1832. 4°, 50 p. (Paris BNF).
- Nouveau traité des vrais principes de l'Ecriture, avec les differents alphabets démontrés et mesurés pour se perfectionner dans cette science. Gravé par Petit. Paris : Mondhare et Jean, (1798 ?). Sur vélin. Cat. Warmelink n° 589.
- Deux planches d'origine non précisée sont reproduites dans Peignot 1983 p. 85 et 90.

## Travaux académiques
- Il contribue aux Mémoires publiés par le Bureau académique d'écriture à partir de 1779. Dans ceux de 1788, il expose un Mémoire sur la nécessité de bien écrire les minutes des titres qui garantissent les propriétés champêtres.
- Membre fondateur (23 juin 1791) de la Société académique d'écriture, il prit une part importante aux publications de cette nouvelle société, puis à celles de la Société libre d'institution et vérification d'écriture qui lui succéda.

## Œuvres manuscrites
- Quelques spécimens calligraphiques dans un recueil factice (Chicago NL : Wing MS fZW 11 .186).